# 第11戦車隊
第11戦車隊（だいじゅういちせんしゃたい、JGSDF 11th Tank Unit）は、北海道恵庭市の北恵庭駐屯地に駐屯する陸上自衛隊第11旅団隷下の機甲科（戦車）部隊である。

## 概要
2019年（平成31年）3月に第11戦車大隊から改編された。旅団戦車隊は、第5戦車隊（初代）が過去に編成されていたが第11戦車隊とは編制は異なっており第5戦車隊が本部管理中隊に施設小隊があるなど戦車大隊より増強された戦車連隊に準じた1等陸佐が指揮官の編制であったのに対し、第11戦車隊は本部管理中隊が偵察小隊の無い本部付隊になるなど戦車大隊より縮小された編制で、隊長は2等陸佐である。
1991年（平成3年）3月以降の独立戦車中隊2個が隷下にあった時期は戦車110両を装備定数とする世界最大規模の戦車大隊であった。1962年（昭和37年）1月から真駒内駐屯地に長く駐屯していたが2014年（平成26年）3月に廃止された第1戦車群のあった第7師団管内の北恵庭駐屯地に移駐した。同駐屯地には第72戦車連隊も駐屯している。
部隊マークは、”士魂”であり、「士魂戦車隊」と称している。これは帝国陸軍戦車第11連隊（愛称：士魂部隊、十一を「士」と読ませたことによる）に由来する。戦車第11連隊は満州で編成され、太平洋戦争（大東亜戦争）末期には本土防衛のため千島列島に移動していたが、ポツダム宣言受諾後の1945年（昭和20年）8月18日より起こった占守島の戦いで占守島に上陸したソ連労農赤軍と戦った。戦車第11連隊は多くの犠牲を出したが奮戦し、ソ連軍の進攻をくい止めた。この戦いを顕彰し伝統を継承するために、第11戦車隊は「士魂」の愛称を受け継いでいる。

## 沿革
第11戦車大隊
- 1962年（昭和37年）
  - 1月18日：第11戦車大隊（4個戦車中隊基幹）が北恵庭駐屯地において編成完結。
  - 1月31日：第11戦車大隊が北恵庭駐屯地から真駒内駐屯地に移駐。
- 1968年（昭和43年）12月：61式戦車が配備。
- 1977年（昭和52年）9月：74式戦車が配備。
- 1991年（平成03年）3月29日：第317戦車中隊、第318戦車中隊（戦車北転事業により新編された北部方面隊直轄の独立戦車中隊）を隷下に編入（6個戦車中隊基幹）。
- 1996年（平成08年）3月29日：第4戦車中隊が廃止（5個戦車中隊基幹）。
- 1999年（平成11年）3月29日：第318戦車中隊が廃止（4個戦車中隊基幹）。
- 2005年（平成17年）3月28日：第317戦車中隊が廃止（3個戦車中隊基幹）。
- 2008年（平成20年）
  - 3月25日：部隊廃止。

  1. 第3戦車中隊が廃止。
  2. 本部管理中隊整備小隊が廃止。

  - 3月26日：旅団隷下の戦車大隊へ改編。

  1. 第11戦車大隊が真駒内駐屯地において編成完結（2個戦車中隊基幹）。
  2. 後方支援体制変換に伴い、整備部門を第11後方支援隊第2整備中隊戦車直接支援小隊（真駒内駐屯地）へ移管。

- 2009年（平成21年）1月　：90式戦車が配備。
- 2014年（平成26年）3月26日：第11戦車大隊が真駒内駐屯地から北恵庭駐屯地へ移駐[3]。
- 2017年（平成29年）6月4日：1812年（序曲）の演奏を90式戦車6両による空包射撃により実施[4]。
- 2019年（平成31年）3月25日：第11戦車大隊（北恵庭駐屯地）が廃止。

第11戦車隊
- 2019年（平成31年）3月26日：第11旅団の機動旅団への改編に伴い、第11戦車隊に改編。本部管理中隊を廃止し、本部付隊に改編。

## 部隊編成
- 第11戦車隊本部
- 第11戦車隊本部付隊「11戦-本」
  - 付隊本部：96式装輪装甲車
  - 通信小隊
  - 補給小隊
  - 衛生小隊
- 第1戦車中隊「11戦-1」：90式戦車、96式装輪装甲車
- 第2戦車中隊「11戦-2」：90式戦車、96式装輪装甲車

## 部隊改編
第11戦車大隊（新編時）：1962年（昭和37年）1月18日
- 第11戦車大隊本部
- 本部管理中隊「11戦-本」
- 第1戦車中隊「11戦-1」
- 第2戦車中隊「11戦-2」
- 第3戦車中隊「11戦-3」
- 第4戦車中隊「11戦-4」

第11戦車大隊（独立戦車中隊増強時）：1991年（平成3年）3月29日
- 第11戦車大隊本部
- 本部管理中隊「11戦-本」：74式戦車、73式装甲車、78式戦車回収車
- 第1戦車中隊「11戦-1」：74式戦車、73式装甲車
- 第2戦車中隊「11戦-2」：74式戦車、73式装甲車
- 第3戦車中隊「11戦-3」：74式戦車、73式装甲車　※2008年（平成20年）3月25日廃止。
- 第4戦車中隊「11戦-4」：74式戦車、73式装甲車　※1996年（平成8年）3月29日廃止。
- 第317戦車中隊「317戦」：74式戦車、73式装甲車　※2005年（平成17年）3月28日廃止。
- 第318戦車中隊「318戦」：74式戦車、73式装甲車　※1999年（平成11年）3月29日廃止。

第11戦車大隊（廃止時）：2019年（平成31年）3月25日
- 第11戦車大隊本部
- 本部管理中隊「11戦-本」：90式戦車、96式装輪装甲車
- 第1戦車中隊「11戦-1」：90式戦車、96式装輪装甲車
- 第2戦車中隊「11戦-2」：90式戦車、96式装輪装甲車

## 廃止（改編）部隊
- 1996年（平成08年）3月29日廃止
  - 第11戦車大隊第4戦車中隊「11戦-4」（真駒内駐屯地）：
- 2008年（平成20年）3月25日廃止
  - 第11戦車大隊本部管理中隊整備小隊「11戦-本」（真駒内駐屯地）：第11後方支援隊第2整備中隊戦車直接支援小隊（真駒内駐屯地）へ移管。
  - 第11戦車大隊第3戦車中隊「11戦-3」（真駒内駐屯地）：
- 2019年（平成31年）3月25日廃止
  - 第11戦車大隊本部管理中隊「11戦-本」（北恵庭駐屯地）：第11戦車隊本部付隊に改編。

## 整備支援部隊
- 第11後方支援隊第2整備中隊戦車直接支援小隊「11後支-2」（北恵庭駐屯地）：2008年（平成20年）3月26日から

## 主要装備
- 90式戦車
- 96式装輪装甲車
- 軽装甲機動車
- 1/2tトラック / 73式小型トラック
- 1 1/2tトラック / 73式中型トラック
- 3 1/2tトラック / 73式大型トラック
- 89式5.56mm小銃

### 過去の装備
- M4A3E8戦車
- M24軽戦車
- 61式戦車
- 74式戦車
- 60式装甲車
- 73式装甲車
- 11.4mm短機関銃M3A1